# Friedrich Simon Archenhold

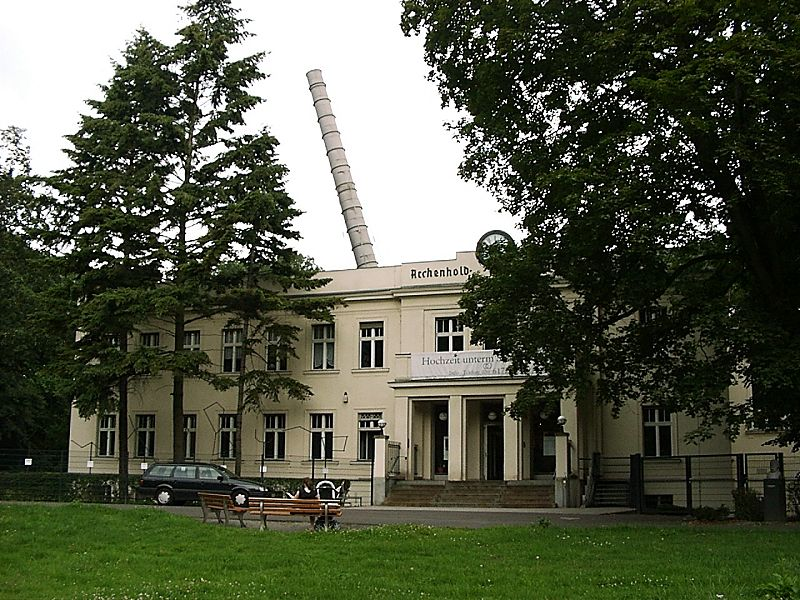
Az Archenhold Observatory ma, az épület az 1908-ban épült eredeti

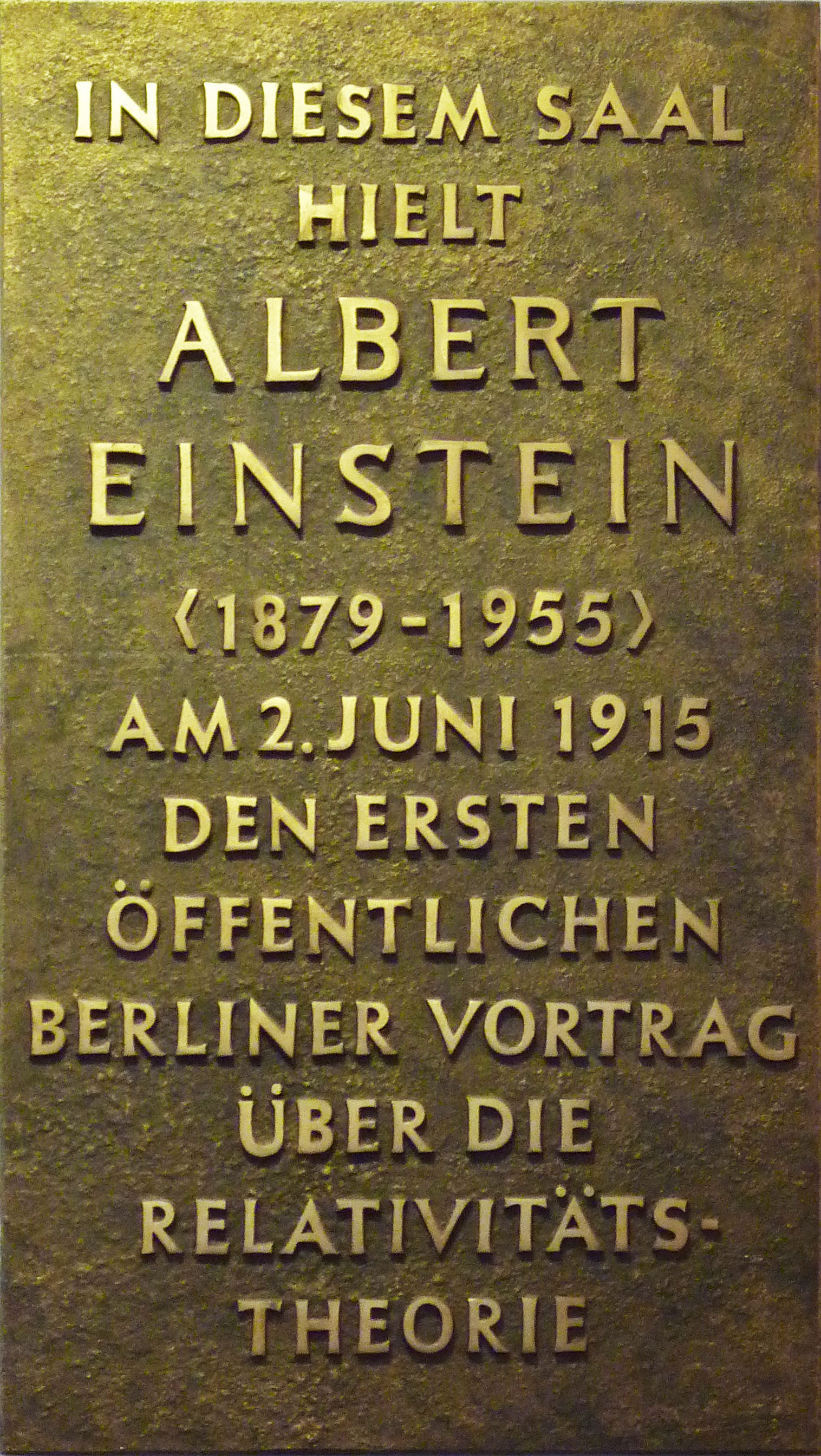
Einstein előadásának emléktáblája az obszervatórium falán

Friedrich Simon Archenhold (Lichtenau, 1861. október 2. – Berlin, 1939. október 14.) német csillagász.

## Élete
A lippstadti reálgimnáziumban végzett, ezután 1882-től a Humboldt Egyetem hallgatója lett, ahol Wilhelm Försterrel közösen 1888-ban megalapították az Urania társaságot az egyetem obszervatóriumában. Archenhold tervei alapján készült el a világ leghosszabb mozgólencsés távcsöve (refraktor) 21 méteres fókusztávolságával. A teleszkóp a Berlini Nagy Ipari Kiállítás (Berliner Gewerbeausstellung), egy világkiállítás része volt. Az óriástávcsövet Treptowban, Berlin külvárosában építették, s 1896. május 1-én adták át a nagyközönségnek egy ideiglenes faépítményben, amely szeptemberben készült el. 1908-ra Archenhold összegyűjtött annyi pénzt, hogy a faépületet a ma is álló épületre tudta cserélni. A szükséges összeg egy része az előadások belépti díjából származott, de például Andrew Carnegie skót-amerikai filantróptól is tudott pénzt szerezni.
Archenhold obszervatóriumában Albert Einstein is nyilvánosan beszélt akkor még kiadatlan általános relativitáselméletéről. Archenhold számos tudóst és kutatót hívott vendégelőadásokra az obszervatóriumba. Ezek közül a leghíresebb Albert Einstein volt, aki 1915. június 2-án tartotta meg előadását. Archenhold a tudományos ismereteket a laikus közönség számára is elérhetővé kívánta tenni, az Urania társaság mellett tagja volt több, a tudomány népszerűsítésével foglalkozó egyesületnek is. 1920-ban megvett egy halászházat a Vorpommern-Greifswald járásban található Bansinban. Amikor a nyári éjszakák lecsökkentették a csillagászati megfigyelés idejét, Archenhold ide vitte családját, itt dolgozott azokon a magazinokon és lapokon, amelyeket az obszervatóriumban adott ki. 
1938-ban a nácik elkobozták a házat a családtól. Özvegye, Alice Archenhold és lánya, Hilde a theresienstadti koncentrációs táborban haltak meg. Amikor a Szovjetunió legyőzte a nácikat, az ingatlan közösségi tulajdonba került. A csillagvizsgálót 1946-ban nevezték el Archebholdról (Archenhold Obszervatórium). A családnak a Berlini fal 1989-es összeomlásáig nem volt módja visszaszerezni az ingatlant. A régi bansini ház jelenleg dr. Archenhold unokájának tulajdona. Németország újraegyesítése után az Archenhold Obszervatóium a Deutsches Technikmuseum része lett.

## Fordítás
- Ez a szócikk részben vagy egészben  a   Friedrich Simon Archenhold című angol Wikipédia-szócikk ezen változatának fordításán alapul.  Az eredeti cikk szerkesztőit annak laptörténete sorolja fel. Ez a jelzés csupán a megfogalmazás eredetét és a szerzői jogokat jelzi, nem szolgál a cikkben szereplő információk forrásmegjelöléseként.